# Idrettsklubben Start 2007
Questa voce raccoglie le informazioni riguardanti l'Idrettsklubben Start nelle competizioni ufficiali della stagione 2007.

## Rosa
| N. |                        | Ruolo | Calciatore                  |
| -- | ---------------------- | ----- | --------------------------- |
| 1  | Svezia (bandiera)      | P     | Samuel Dirscher             |
| 1  | Norvegia (bandiera)    | P     | Rune Nilssen                |
| 2  | Norvegia (bandiera)    | D     | Kristoffer Paulsen Vatshaug |
| 4  | Norvegia (bandiera)    | D     | Steinar Pedersen            |
| 5  | Norvegia (bandiera)    | D     | Avni Pepa                   |
| 6  | Islanda (bandiera)     | C     | Jóhannes Harðarson          |
| 7  | Norvegia (bandiera)    | C     | Fredrik Strømstad           |
| 8  | Norvegia (bandiera)    | A     | Aram Khalili                |
| 8  | Norvegia (bandiera)    | A     | Alex Valencia               |
| 9  | Norvegia (bandiera)    | D     | Inge André Olsen            |
| 9  | Inghilterra (bandiera) | A     | Benjamin Wright             |
| 10 | Norvegia (bandiera)    | D     | Atle Roar Håland            |
| 11 | Norvegia (bandiera)    | C     | Geir Ludvig Fevang          |
| 13 | Norvegia (bandiera)    | P     | Tommy Runar                 |
| 14 | Norvegia (bandiera)    | C     | Espen Børufsen              |
| 15 | Danimarca (bandiera)   | A     | Martin Borre                |
| 16 | Svezia (bandiera)      | A     | Stefan Bärlin               |

| N. |                      | Ruolo | Calciatore            |
| -- | -------------------- | ----- | --------------------- |
| 16 | Norvegia (bandiera)  | A     | Bernt Hulsker         |
| 17 | Norvegia (bandiera)  | D     | Lars Martin Engedal   |
| 18 | Norvegia (bandiera)  | A     | Jon Midttun Lie       |
| 19 | Brasile (bandiera)   | C     | Ygor                  |
| 20 | Norvegia (bandiera)  | D     | Bård Borgersen        |
| 21 | Ghana (bandiera)     | C     | Anthony Annan         |
| 22 | Norvegia (bandiera)  | D     | Leif Otto Paulsen     |
| 23 | Norvegia (bandiera)  | C     | Kristofer Hæstad      |
| 24 | Norvegia (bandiera)  | P     | Kenneth Høie          |
| 25 | Norvegia (bandiera)  | A     | Ole Martin Årst       |
| 26 | Norvegia (bandiera)  | D     | Jesper Mathisen       |
| 27 | Norvegia (bandiera)  | C     | Morten Hæstad         |
| 28 | Norvegia (bandiera)  | C     | Bjarte Lunde Aarsheim |
| 30 | Norvegia (bandiera)  | C     | Christer Kleiven      |
| 31 | Brasile (bandiera)   | C     | Bruno Rato            |
| 66 | Danimarca (bandiera) | A     | David Nielsen         |
| –– | Norvegia (bandiera)  | P     | Sindre Gundersen      |

## Risultati

### Campionato

#### Girone di andata
| Arbitro: | Hauge (Bergen) |

|                       |           |                                                    |
| Austnes 19’ Skiri 49’ | Marcatori | 2’ Børufsen 71’ Bärlin 75’ M. Hæstad 81’ K. Hæstad |

| Arbitro: | Skjerven (Kaupanger) |

|          |           |          |
| Ygor 75’ | Marcatori | 74’ Berg |

| Arbitro: | Helgerud (Lier) |

|               |           |              |
| Rushfeldt 50’ | Marcatori | 27’ Pedersen |

| Arbitro: | Staberg |

|             |           |              |
| Nielsen 90’ | Marcatori | 51’ Nannskog |

| Arbitro: | Berntsen (Vang) |

|                      |           |                   |
| Andresen 3’ Moen 50’ | Marcatori | 24’, 50’ Børufsen |

| Arbitro: | Helgerud (Lier) |

|            |           |  |
| Fevang 48’ | Marcatori |  |

| Arbitro: | Berntsen (Vang) |

|                                       |           |         |
| Konan 7’, 45’ Braaten 42’ Iversen 70’ | Marcatori | 75’ Lie |

| Arbitro: | Staberg |

|                           |           |                      |
| Valencia 32’ Børufsen 66’ | Marcatori | 10’, 12’, 90’ Kovács |

| Arbitro: | Hauge (Bergen) |

|                                         |           |             |
| Vatshaug 30’ Pedersen 45’ M. Hæstad 88’ | Marcatori | 69’ Isaksen |

| Arbitro: | Skjerven (Kaupanger) |

|                                           |           |  |
| Fofana 39’ Elyounoussi 58’ Jóhannsson 62’ | Marcatori |  |

| Arbitro: | Edvartsen (Hamar) |

|             |           |                      |
| Nielsen 29’ | Marcatori | 10’ Pospěch 16’ Ruud |

| Arbitro: | Sandmoen |

|            |           |  |
| Occean 84’ | Marcatori |  |

| Arbitro: | Alseth (Stjørdal) |

|  |           |             |
|  | Marcatori | 88’ Knudsen |

#### Girone di ritorno
| Arbitro: | Moen (Haugesund) |

|              |           |                |
| Børufsen 34’ | Marcatori | 65’, 80’ Aarøy |

| Arbitro: | Sandmoen |

|                             |           |  |
| Ijeh 9’ Stokholm 20’ (rig.) | Marcatori |  |

| Arbitro: | Sælen (Bergen) |

|                        |           |              |
| Reginiussen 14’ (aut.) | Marcatori | 90’ Sequeira |

| Arbitro: | Edvartsen (Hamar) |

|              |           |          |
| Nannskog 36’ | Marcatori | 53’ Årst |

| Arbitro: | Øvrebø (Oslo) |

|            |           |               |
| Hæstad 27’ | Marcatori | 87’ Björnsson |

| Arbitro: | Staberg |

|                                           |           |                           |
| Jalland 20’ Fredheim Holm 40’, 66’ (rig.) | Marcatori | 47’ Borre 69’ (rig.) Årst |

| Arbitro: | Berntsen (Vang) |

|                      |           |            |
| Hulsker 11’ Årst 65’ | Marcatori | 13’ Dorsin |

| Arbitro: | Staberg |

|                                                     |           |               |
| Pedersen 69’ (aut.) George 85’ Bergdølmo 90’ (rig.) | Marcatori | 22’, 45’ Årst |

| Arbitro: | Skjerven (Kaupanger) |

|            |           |                              |
| Madsen 60’ | Marcatori | 5’ Hulsker 11’ Borre 45’ Lie |

| Arbitro: | Alseth (Stjørdal) |

|                                     |           |                |
| Strømstad 34’ Hulsker 50’ Borre 70’ | Marcatori | 88’ Jóhannsson |

| Arbitro: | Skjerven (Kaupanger) |

|                      |           |  |
| Fevang 5’ Bärlin 27’ | Marcatori |  |

| Kristiansand 28 ottobre 2007, ore 18:00 CEST 25ª giornata | Start          | 0 – 0 referto | Lillestrøm | Kristiansand Stadion (11.648 spett.)\| Arbitro: \| Hauge (Bergen) \| |
| Arbitro:                                                  | Hauge (Bergen) |               |            |                                                                      |

| Arbitro: | Berntsen (Vang) |

|                                           |           |          |
| Ighalo 6’ Knudsen 13’ Sokolowski 63’, 85’ | Marcatori | 31’ Årst |

### Coppa di Norvegia
| Arbitro: | Larsen |

|                            |           |                                                                 |
| Hofstædter 28’, 62’ (rig.) | Marcatori | 18’, 33’ Bärlin 23’ Valencia 31’ Engedal 51’ Wright 84’ Kleiven |

| Arbitro: | Lie |

|  |           |                                                            |
|  | Marcatori | 9’ (aut.) Oddenes 36’ Nielsen 48’ Wright 70’ Ygor 72’ Rato |

| Arbitro: | Krokdal |

|  |           |             |
|  | Marcatori | 58’ Kleiven |

| Arbitro: | Øvrebø (Oslo) |

|  |           |          |
|  | Marcatori | 90’ Moen |